# Cratere Jacobi
Jacobi è un cratere lunare di 66,28 km situato nella parte sud-orientale della faccia visibile della Luna, a sudest del cratere Lilius, a sud-sudest del cratere Cuvier e a sudovest del cratere Baco.
Il cratere lunare si è formato nel periodo Pre-Nettariano, un'era che va da 4550 a 3920 milioni di anni fa circa.
Jacobi ha un bordo consumato ricoperto da numerosi altri crateri lungo il lato meridionale, incluso 'Jacobi J', e un paio nella parte settentrionale. 
Il risultato è un margine esterno che appare appiattito lungo il perimetro a nord e a sud. 
Il più grande dei crateri sul bordo settentrionale, 'Jacobi O', fa parte di una catena di crateri costituenti grossomodo una linea che attraversa la superficie interna da nordest a sudovest. In particolare, la parte centrale di questa catena forma una fusione di numerosi piccoli crateri nel mezzo della superficie. 
L'area rimanente è livellata, forse come risultato dell'erosione o di materiali depositati.
La tripletta di crateri sovrapposti 'Jacobi F', 'Jacobi E' e 'Jacobi G', costituisce una linea a sud del cratere principale.
Il cratere è dedicato al matematico tedesco Carl Jacobi.

## Crateri correlati
Alcuni crateri minori situati in prossimità di Jacobi sono convenzionalmente identificati, sulle mappe lunari, attraverso una lettera associata al nome.
| Jacobi | Coordinate            | Diametro (in km) |
| ------ | --------------------- | ---------------- |
| A      | 58°39′36″S 16°01′48″E | 26,04            |
| B      | 54°33′00″S 13°56′24″E | 12,95            |
| C      | 59°51′00″S 10°29′24″E | 33,91            |
| D      | 60°54′36″S 10°33′00″E | 22,59            |
| E      | 58°33′36″S 11°43′12″E | 24,95            |
| F      | 58°39′36″S 9°33′36″E  | 41,1             |
| G      | 58°32′24″S 13°40′12″E | 35,21            |
| H      | 58°39′S 10°33′E       | 7,59             |
| J      | 57°58′12″S 10°16′48″E | 18,85            |
| K      | 56°58′48″S 10°50′24″E | 9,65             |
| L      | 55°27′00″S 15°22′48″E | 8,78             |
| M      | 57°57′36″S 12°09′36″E | 9,3              |
| N      | 56°33′36″S 11°45′00″E | 7,36             |
| O      | 55°44′24″S 11°51′00″E | 14,57            |
| P      | 57°25′12″S 13°51′36″E | 14,74            |
| Q      | 55°51′00″S 14°01′48″E | 3,92             |
| R      | 55°28′12″S 13°45′36″E | 5,35             |
| S      | 57°36′S 14°51′E       | 4,78             |
| T      | 56°06′36″S 15°13′12″E | 5,52             |
| U      | 55°06′00″S 13°10′12″E | 7,12             |
| W      | 56°14′24″S 10°51′00″E | 6,89             |
| Z      | 59°07′48″S 11°49′12″E | 4,25             |